# ラウール・ボバディジャ
ラウール・マルセロ・ボバディージャ（スペイン語: Raúl Marcelo Bobadilla、1987年7月18日 - ）は、アルゼンチン出身のサッカー選手。FCシャフハウゼン所属。ポジションはFW。

## 経歴
CAリーベル・プレートの下部組織出身だが、アルゼンチンのトップリーグの経験はない。2006年、スイスのFCコンコルディア・バーゼルでプロとしてのキャリアをスタートさせる。グラスホッパーを経て、2009年6月11日、ボルシア・メンヒェングラットバッハへ移籍。ボルシアMGではやや伸び悩み、2010-11シーズン途中にギリシャのアリス・テッサロニキへ移籍した。
グラスホッパー時代の2007-08シーズンにスーパーリーグ年間最優秀選手賞の最終選考（4人）まで残ったが、結果的にはハカン・ヤキンが受賞した。
2015年3月、ラモン・ディアス監督によって両親の故郷であるパラグアイ代表に招集された。